# Chelonus signatus
Chelonus signatus är en stekelart som beskrevs av Jinhaku Sonan 1932. Chelonus signatus ingår i släktet Chelonus och familjen bracksteklar. Inga underarter finns listade i Catalogue of Life.